# Мірел Редой
Мірел Редой (рум. Mirel Rădoi, нар. 22 березня 1981, Дробета-Турну-Северин) — румунський футболіст, що грав на позиції захисника. По завершенні ігрової кар'єри — тренер.
Виступав, зокрема, за «Стяуа», з яким виграв низку трофеїв, а також національну збірну Румунії, у складі якої брав участь у Євро-2008.

## Клубна кар'єра
Мірель Редой почав грати у футбол у віці 8 років, спочатку як воротар, потім як захисник. Першою командою у своїй кар'єрі була «Дробета-Турну-Северин» з однойменного рідного міста. Там в матчі юнацьких команд Редой забив два голи й молодого гравця зауважив тодішній тренер клубу «Екстенсив» (Крайова), Сорін Керцу. Вражений його якостями, Керцу заплатив за гравця $ 6,000 з власної кишені, щоб забрати до своєї команди.

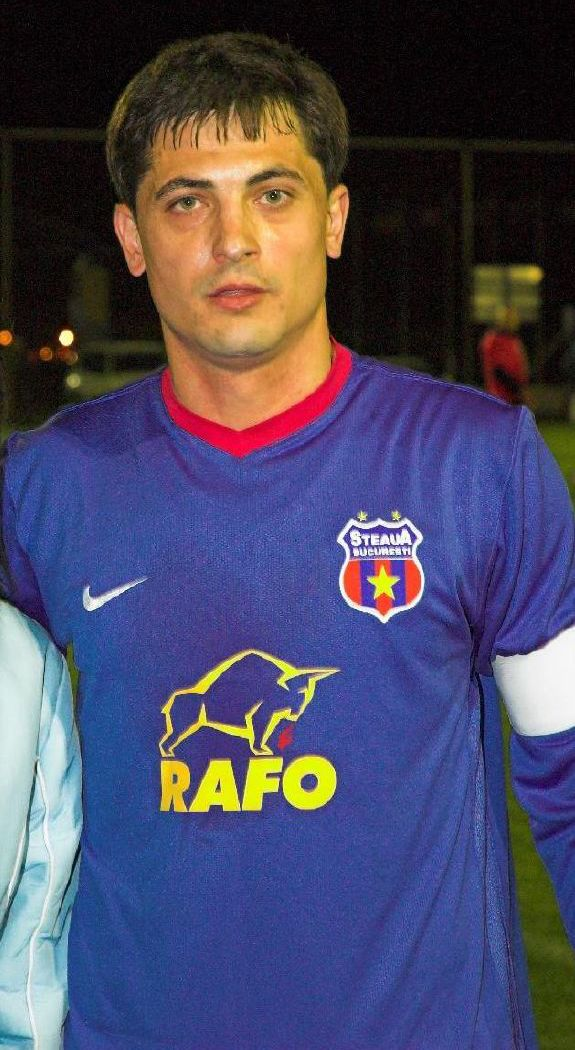
Мірел Редой у складі «Стяуа». 2007 рік.

4 березня 2000 року Редой дебютував у вищому дивізіоні в матчі проти бухарестського «Динамо» (0:1) і гравцем швидко зацікавились лідери румунського футболу. Всього до кінця сезону він зіграв у 14 іграх чемпіонату, а вже влітку за 110 000 євро перейшов у столичне «Стяуа». У кольорах нового клубу він дебютував 4 серпня в грі проти «Бакеу» (4:3) і вже в першому сезоні 2000/01 він виграв свій перший в кар'єрі титул національного чемпіона, а також здобув Суперкубок Румунії. Втім у наступні роки результати команди погіршились і вона тривалий час залишилась в тіні інших команд.
Лише у 2005 році Редой виграв другий титул чемпіона країни, а у 2006 році 23-й титул чемпіонату для «Стяуа» і його третій особистий. В тому ж сезоні команда дійшла до півфіналу Кубка УЄФА, поступившись там у серйозній боротьбі англійському «Мідлсбро» (1:0, 2:4). У 2006 році, після десятирічної перерви, «Стяуа» зуміла нарешті пробитись в груповий етап Ліги чемпіонів. Загалом Мірел відіграв за бухарестську команду вісім з половиною сезонів своєї ігрової кар'єри. Більшість часу, проведеного у складі «Стяуа», був основним гравцем захисту команди та значну частину часу — капітаном команди.
У січні 2009 року Редой за 6 млн євро перейшов у саудівський «Аль-Гіляль», де головним тренером тоді був інший румун Космін Олерою, що вже працював з Редоєм у «Стяуа» у 2005—2007 роках. З новим клубом Редой двічі поспіль виграв чемпіонат Саудівської Аравії, а також тричі Кубок наслідного принца Саудівської Аравії. Сам же Мірел був лідером цієї команди і її капітаном.
У липні 2011 року за 4,2 млн євро перейшов у еміратський «Аль-Айн», де знову возз'єднався з Косміном Олерою «Аль-Аглі» (Дубай). З цією командою Редой став дворазовим чемпіоном ОАЕ, а також вигравав Суперкубок ОАЕ та Кубок Президента ОАЕ. Після цього у 2014—2015 роках грав за іншу місцеву команду «Аль-Аглі» (Дубай) теж під керівництвом Олерою.
Завершив професійну ігрову кар'єру у катарському клубі «Аль-Арабі», за який виступав протягом 2015 року.

## Виступи за збірні
Протягом 1998—2000 років залучався до складу молодіжної збірної Румунії. На молодіжному рівні зіграв у 10 офіційних матчах, забив 1 гол.
5 грудня 2000 року дебютував в офіційних матчах у складі національної збірної Румунії в товариському матчі проти Алжиру (2:3). У 2005 році був виключений зі збірної головним тренером збірної Румунії Віктором Піцурке за відлучення зі збірної без дозволу, перед матчами проти Нідерландів та Вірменії.

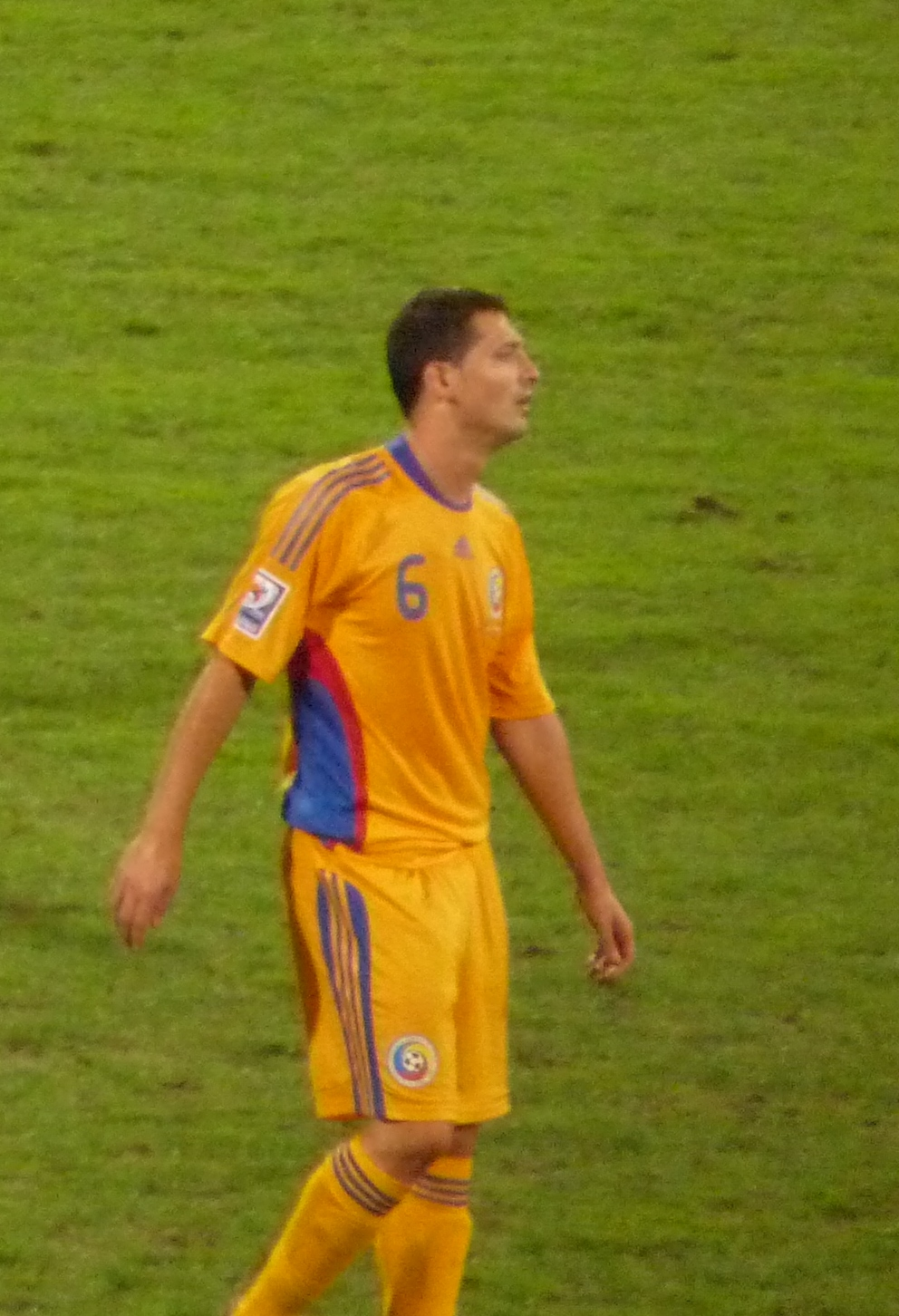
Мірел Редой під час виступів за збірну. 2009 рік.

Після більш ніж річної перерви Редой повернувся у збірну в травні 2006 року, щоб зіграти в товариському турнірі на Кіпрі після того, як вибачився за свою поведінку. У складі збірної був учасником чемпіонату Європи 2008 року в Австрії та Швейцарії. Втім вже в другому матчі на турнірі 13 червня 2008 року проти Італії (1:1) він зіткнувся головами із партнером по захисту Разваном Рацем. Виявилося, що Мірел потребує хірургічного очного обстеження і, таким чином, не може більше брати участі в турнірі.
Після конфронтації з новим головним тренером збірної Разваном Луческу у 2010 році Редой заявив, що завершує кар'єру у збірній. Всього протягом кар'єри у національній команді, яка тривала 11 років, провів у її формі 67 матчів, забивши 2 голи.

## Кар'єра тренера
У червні 2015 року Редой завершив свою ігрову кар'єру і стати головним тренером «Стяуа». Він був звільнений наприкінці листопада 2015 року і замінений на Лауренціу Регекампфа.
Розпочав тренерську кар'єру відразу ж по завершенні кар'єри гравця, 2015 року, увійшовши до тренерського штабу клубу «Стяуа», де пропрацював з 2015 по 2015 рік.
Надалі працював спортивним директором у клубі «Арджеш», а потім молодіжній збірній Румунії. 3 серпня 2018 року Редой був представлений як новий головний тренер молодіжної збірної Румунії. Під його керівництвом румунська молодь стала півфіналістом молодіжного Євро-2019.
Після успішного виступу «молодіжки» на континентальній першості тренеру було запропоновано 27 листопада 2019 року очолити тренерський штаб основної збірної Румунії, де він змінив Косміна Контру. В кінці 2021 року, після того, як румуни не вийшли на чемпіонат світу 2022 року, посівши третє місце в групі кваліфікації, Редой покинув збірну.
10 серпня 2022 року став новим головним тренером команди «КС Університатя» (Крайова).

## Статистика

### Клубна
| Клуб                  | Сезон      | Чемпіонат | Чемпіонат | Кубок | Кубок | Міжнародні | Міжнародні | Всього | Всього |
| Клуб                  | Сезон      | Ігор      | Голів     | Ігор  | Голів | Ігор       | Голів      | Ігор   | Голів  |
| --------------------- | ---------- | --------- | --------- | ----- | ----- | ---------- | ---------- | ------ | ------ |
| «Екстенсив» (Крайова) |            |           |           |       |       |            |            |        |        |
| 1999–00               | 14         | 0         | 0         | 0     | 0     | 0          | 14         | 0      |        |
| Всього                | Всього     | 14        | 0         | 0     | 0     | 0          | 0          | 14     | 0      |
| «Стяуа»               |            |           |           |       |       |            |            |        |        |
| 2000–01               | 25         | 1         | 3         | 0     | 0     | 0          | 28         | 1      |        |
| 2001–02               | 22         | 1         | 5         | 1     | 3     | 0          | 30         | 2      |        |
| 2002–03               | 23         | 1         | 2         | 0     | 0     | 0          | 25         | 1      |        |
| 2003–04               | 29         | 2         | 2         | 1     | 6     | 0          | 37         | 3      |        |
| 2004–05               | 20         | 1         | 0         | 0     | 8     | 0          | 28         | 1      |        |
| 2005–06               | 24         | 4         | 1         | 0     | 17    | 3          | 42         | 7      |        |
| 2006–07               | 14         | 1         | 1         | 0     | 4     | 0          | 19         | 1      |        |
| 2007–08               | 16         | 0         | 0         | 0     | 3     | 0          | 19         | 0      |        |
| 2008–09               | 13         | 1         | 0         | 0     | 7     | 0          | 20         | 1      |        |
| Всього                | Всього     | 186       | 12        | 14    | 2     | 48         | 3          | 248    | 17     |
| «Аль-Гіляль»          |            |           |           |       |       |            |            |        |        |
| 2008–09               | 13         | 2         | 0         | 0     | 6     | 3          | 19         | 5      |        |
| 2009–10               | 19         | 2         | 10        | 2     | 8     | 0          | 37         | 4      |        |
| 2010–11               | 20         | 6         | 7         | 4     | 7     | 1          | 34         | 11     |        |
| Всього                | Всього     | 52        | 10        | 17    | 6     | 21         | 4          | 90     | 20     |
| «Аль-Айн»             |            |           |           |       |       |            |            |        |        |
| 2011–12               | 19         | 0         | 10        | 3     | 0     | 0          | 29         | 3      |        |
| 2012–13               | 20         | 2         | 5         | 0     | 6     | 0          | 31         | 2      |        |
| 2013–14               | 14         | 0         | 5         | 1     | 6     | 0          | 25         | 1      |        |
| Всього                | Всього     | 53        | 2         | 20    | 4     | 12         | 0          | 85     | 6      |
| «Аль-Аглі» (Дубай)    |            |           |           |       |       |            |            |        |        |
| 2014–15               | 7          | 0         | 3         | 0     | 0     | 0          | 10         | 0      |        |
| Всього                | Всього     | 7         | 0         | 3     | 0     | 0          | 0          | 10     | 0      |
| «Аль-Арабі»           |            |           |           |       |       |            |            |        |        |
| 2014–15               | 6          | 0         | 0         | 0     | 0     | 0          | 6          | 0      |        |
| Всього                | Всього     | 6         | 0         | 0     | 0     | 0          | 0          | 6      | 0      |
| За кар'єру            | За кар'єру | 318       | 24        | 53    | 12    | 81         | 7          | 453    | 43     |

### Збірна
| # | Дата           | Місце                           | Суперник   | Рахунок | Турнір              |
| - | -------------- | ------------------------------- | ---------- | ------- | ------------------- |
| 1 | 16 жовтня 2002 | Люксембург                      | Люксембург | 7–0     | Відбір на Євро-2004 |
| 2 | 5 червня 2010  | Санкт-Файт-ан-дер-Ґлан, Австрія | Гондурас   | 3–0     | товариський матч    |

### Тренерська
Станом на 28 листопада 2021
| Команда      | З                 | По                | Результат | Результат | Результат | Результат | Результат | Результат | Результат | Результат |
| Команда      | З                 | По                | І         | В         | Н         | П         | ГЗ        | ГП        | РГ        | В%        |
| ------------ | ----------------- | ----------------- | --------- | --------- | --------- | --------- | --------- | --------- | --------- | --------- |
| «Стяуа»      | 10 липня 2015     | 3 грудня 2015     | 20        | 10        | 5         | 5         | 32        | 12        | +20       | 50,00     |
| «Арджеш»     | 17 вересня 2016   | 12 червня 2017    | 34        | 25        | 7         | 2         | 56        | 23        | +33       | 73,53     |
| Румунія U-21 | 14 березня 2018   | 27 листопада 2019 | 14        | 8         | 3         | 3         | 30        | 14        | +16       | 57,14     |
| Румунія      | 27 листопада 2019 | 14 листопада 2021 | 20        | 8         | 4         | 8         | 28        | 25        | +3        | 40,00     |
| Усього       | Усього            | Усього            | 88        | 51        | 19        | 18        | 146       | 74        | —         | 57,95     |

## Титули і досягнення

### Як гравець
- Чемпіон Румунії (3):

«Стяуа»: 2000–01, 2004–05, 2005–06
- Володар Суперкубка Румунії (2):

«Стяуа»: 2001, 2006
- Чемпіон Саудівської Аравії (2):

«Аль-Гіляль»: 2009–10, 2010–11
- Володар Кубка наслідного принца Саудівської Аравії.(3):

«Аль-Гіляль»: 2008–09, 2009–10, 2010–11
- Чемпіон ОАЕ (2):

«Аль-Айн»: 2011–12, 2012–13
- Володар Суперкубка ОАЕ (1):

«Аль-Айн»: 2012
- Володар Кубка Президента ОАЕ (1):

«Аль-Айн»: 2013–14